# Mário de Sousa Lobo
Mário de Sousa Lobo (Joinville, 11 de junho de 1869 — Joinville, 26 de junho de 1923) foi um político brasileiro.
Filho de Pedro José de Sousa Lobo e de Adelaide Flora Caldeira de Andrada Lobo. Casou com Teresa de Oliveira Lobo, de cujo consórcio houve Rodrigo de Oliveira Lobo.
Foi deputado ao Congresso Representativo de Santa Catarina na 1ª legislatura (1891 — 1893) e na 7ª legislatura (1910 — 1912).